# Nord-Jarlsbergs prosteri

Prosterier i Tunsbergs stift. Det ljuslila området på kartan är Nord-Jarlsbergs prosteri.

Nord-Jarlsbergs prosteri (norska: Nord-Jarlsberg prosti) är ett kontrakt (prosteri, norska: prosti) i Tunsbergs stift inom Norska kyrkan. Kontraktet omfattar kommunerna Holmestrand och Horten i Vestfold fylke i sydöstra Norge.

## Socknar
Nord-Jarlsbergs prosteri består av sju socknar (norska: sokn eller sogn) inom två kyrkliga samfälligheter (norska: kirkelige fellesråd), motsvarande kommunerna:

### Holmestrands kyrkliga samfällighet
- Botne socken
- Hof, Eidsfoss og Vassås socken
- Sande socken

### Hortens kyrkliga samfällighet
- Borre socken
- Hortens socken
- Nykirke socken
- Åsgårdstrands socken